# Iridopsis idonearia
Iridopsis idonearia là một loài bướm đêm trong họ Geometridae.